# فيليكس ياكوبي
فيليكس جاكوبي (بالألمانية: Felix Jacoby)‏ هو مؤرخ وأستاذ جامعي ألماني، ولد في 19 مارس 1876 في ماغديبورغ في ألمانيا، وتوفي في 10 نوفمبر 1959 في برلين في ألمانيا.